# Echipa națională de fotbal a Insulelor Virgine Britanice
Echipa națională de fotbal a Insulelor Virgine Britanice reprezintă statul Insulele Virgine Britanice în fotbalul internațional. Nu s-a calificat la nici un turneu final.

## Calificări

### Campionatul mondial
- 1930 până în 1998 - nu a participat,
- 2002 până în 2010 - nu s-a calificat

### Cupa de Aur
- 1991 până în 1993 - nu a participat
- 1996 - s-a retras
- 1998 până în 2005 - nu s-a calificat
- 2007 - s-a retras
- 2009 până în 2011 - nu s-a calificat

## Antrenori
- André Villas Boas (2000-2001)
- Patrick Mitchell (2002)
- Michael Tulloch (Jamaica) (2004)
- Patrick Mitchell (2008)
- Avondale Williams (2010)